# Muhlis
Muhlis ist ein türkischer männlicher Vorname arabischer Herkunft mit der Bedeutung „aufrichtig, herzlich, echt“. Die weibliche Form des Namens ist Muhlise.

## Namensträger
- Muhlis Akarsu (1948–1993), türkischer Sänger und Musiker
- Muhlis Ari (* 1984), türkischer Straftäter
- Muhlis Erdener (1894–1962), türkischer Politiker
- Muhlis Gülen (* 1947), türkischer Fußballspieler
- Muhlis Kocaağa (* 1971), deutscher Politiker (Die Linke)
- Muhlis Tayfur (1922–2008), türkischer Ringer